# Craon (Adelsgeschlecht)

Wappen derer von Craon

Craon ist eine Familie des französischen Adels, das von den Grafen von Nevers aus dem Haus Monceaux abstammt.

## Geschichte
Die Familie geht zurück auf Robert le Bourguignon († 1098), jüngerer Sohn des Renaud I., Graf von Nevers und Auxerre (Haus Monceaux). Dieser wurde um 1053 von Geoffroy Martel, Graf von Anjou, mit der namensgebenden Seigneurie Craon im heutigen Département Mayenne belehnt, die dieser von einem aufständischen Vasallen namens Guérin eingezogen hatte. Dessen ältester Sohn und Erbe, Renaud de Craon († 1101), legitimierte seinen Anspruch auf Craon dadurch zusätzlich, dass er Enoguen (Agnès), Erbtochter der Berthe de Craon (aus deren Ehe mit Robert de Vitré), die ihrerseits Erbtochter jenes Guérin war, heiratete.
Neben der Herrschaft Craon erwarben Linien der Familie zeitweise auch die Vizegrafschaft Châteaudun und die Vidamé de Laonnois. Der bekannteste Angehörige der Familie ist Robert de Craon († 1147), der zweite Großmeister des Templerordens. Das Haus Craon starb Ende des 15. Jahrhunderts aus. Zu seinen Nachkommen in weiblicher Linie gehören die späteren Fürsten von Beauvau-Craon aus dem Haus Beauvau.

## Stammliste (Auszug)

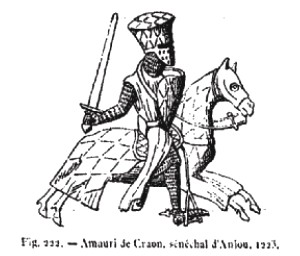
Siegelbild von Amaury I. de Craon, Sénéchal d'Anjou, 1223

1. Renaud († 1101), Sire de Craon, ⚭ Enoguen (Agnès) Dame de Craon († nach 1078), Tochter von Robert de Vitré und Berthe de Craon (Haus Vitré) → Vorfahren siehe Haus Monceaux
  1. Maurice I. († wohl 1116), 1101 Sire de Craon
    1. Hugues († 1136/39), 1116 Sire de Craon
      1. Guérin II. († wohl 1150), Sire de Craon
      2. Maurice II. († 1196), Sire de Craon, ⚭ Isabelle de Meulan († 1220), Tochter von Galeran IV. de Beaumont, Graf von Meulan, (Haus Beaumont)
        1. Maurice III. († 1207), 1196 Sire de Craon
        2. Amaury I. († 1226), 1207 Sire de Craon, Sénéchal d'Anjou, 1221 Lord von Ham, Walton und Burne in England, ⚭ Jeanne des Roches, Tochter von Guillaume des Roches
          1. Maurice IV. († wohl 1250), Sire de Craon, ⚭ Isabelle de la Marche († 1300), Tochter von Hugo X. von Lusignan, Graf von La Marche, (Haus Lusignan)
            1. Amaury II. († 1249/1250), Sire de Craon, ⚭ Yolande de Dreux († vor 1313), Tochter von Jean I., Graf von Dreux, (Haus Frankreich-Dreux)
            2. Maurice V. († 1293), Sire de Craon et de Sablé
              1. Amaury III. († 1333), Sire de Craon et de Sablé, ⚭ I Isabelle de Sainte-Maure († 1310), Tochter von Guillaume, ⚭ II Béatrix de Roucy († 1328), Dame de La Suze-au-Maine, Tochter von Jean IV., Graf von Roucy, (Haus Pierrepont)
                1. (I) Maurice VI. († 1330), Seigneur de Saint-Maure et de Marcillac
                  1. Amaury IV. († 1373), 1330 Seigneur de Saint-Maure, 1333 Sire de Craon, ⚭ Pernelle de Thouars, 1365 Comtesse de Dreux († 1397), Tochter von Vicomte Louis und Jeanne de Dreux, (Haus Thouars)
                  2. Isabelle († 1394), 1372 Dame de Sainte-Maure, 1373 Dame de Craon, ⚭ I Guy XI. de Laval († 1348) (Stammliste der Montmorency), ⚭ II Louis de Sully, Seigneur de Sully († vor 1382), (Haus Blois)

                2. (II) Pierre de Craon, genannt de la Suze († 1376), Seigneur de la Suze, ⚭ Marguerite de Pons († 1354/58), Tochter von Renaud IV., Sire de Pons
                  1. Jean de la Suze († wohl 1432), Seigneur de Champtocé-sur-Loire
                    1. Marie († vor 1415), ⚭ Guy de Laval, Baron de Retz, (Stammliste der Montmorency) – die Eltern von Gilles de Rais
                    2. Amaury de Briolay (⚔ 1415 in der Schlacht von Azincourt), ⚭ Marie d’Amboise, Tochter von Ingelger II., (Haus Amboise)

                3. (II) Guillaume I. de Craon († 1387), 1340 Vizegraf von Châteaudun et de La Ferté-Bernard, ⚭ Margarete von Flandern († nach 1387), Tochter von Johann, Seigneur de Crèvecoeur, (Haus Dampierre) → Nachkommen siehe unten, Linie Châteaudun
                4. (II) Jean († 1374), 1348 Bischof von Le Mans, 1355 Erzbischof von Reims

              2. Marie († 1322), ⚭ Robert, Vizegraf von Beaumont-au-Maine († 1327), (Haus Brienne)
              3. Isabelle († 1350), ⚭ Olivier II. de Clisson

            3. Olivier († 1285), 1285 Elekt von Tours

  2. Robert († 1147), 1136–1147 Großmeister des Templerordens
    1. Anselm († 1148), Bischof von London

### Linie Châteaudun
1. Guillaume I. de Craon († 1387), 1340 Vizegraf von Châteaudun et de La Ferté-Bernard, ⚭ Margarete von Flandern († nach 1387), Tochter von Johann, Seigneur de Crèvecoeur, (Haus Dampierre) → Vorfahren siehe oben
  1. Guillaume II. († 1409/10), Vicomte de Châteaudun bis 1395, Seigneur de Montbazon, Sire de Marcillac
    1. Guillaume III. († nach 1396), Seigneur de Sainte-Maure et de Montbazon
    2. Jean (⚔ 1415 in der Schlacht von Azincourt), Seigneur de Sainte-Maure et de Montbazon, ⚭ Jacqueline de Montaigu, Dame de Marcoussis († 1436), Tochter von Jean de Montaigu Bâtard de France, (Stammliste der Valois)
    3. Marguerite († nach 1435), 1415 Dame de Sainte-Maure et de Montbazon, ⚭ Guy VIII. de La Rochefoucauld († 1427), (La Rochefoucauld (Adelsgeschlecht))

  2. Pierre de Craon († 1407/10), Seigneur de Rozoy et de la Ferté-Bernard, ⚭ Jeanne de Châtillon († nach 1427), Tochter von Gaucher, Seigneur de Rozoy, Vidame de Laonnois (Haus Châtillon)
    1. Antoine de Beauverger (⚔ 1415 in der Schlacht von Azincourt), Seigneur de Beauverger
    2. Jeanne († 1421), ⚭ I Ingelger II. d'Amboise († 1435) (Haus Amboise), ⚭ II Pierre de Beauvau, Sire de la Roche-sur-Yon († 1435), (Haus Beauvau) → ihre Nachkommen sind die späteren Fürsten von Beauvau-Craon

  3. Jean I. de Craon († 1409), Seigneur de Domart-en-Ponthieu, 1364 Vidame de Laonnois; ⚭ Marie de Châtillon, Dame de Dormart et de Clacy, bis 1389 Vidamesse de Laonnois († 1412/15), Tochter von Gaucher, Seigneur de Rozoy et de Clacy, Vidame de Laonnois, (Haus Châtillon)
    1. Simon de Clacy (⚔ 1415 in der Schlacht von Azincourt), Seigneur de Domart et de Clacy
    2. Jean II. de Craon, genannt de Dormart († kurz nach 1415), Vidame de Laonnois
      1. Jacques de Craon, genannt de Dormart († nach 1440)
        1. Antoine de Craon († 1474/81)

    3. Marguerite, ⚭ I Bernard de Dormans († vor 1381), ⚭ II Jean de Croy, Seigneur de Renty (⚔ 1415 in der Schlacht von Azincourt)